# 한일은행 (1932년~1998년)
한일은행(韓一銀行)은 대한민국에 있었던 은행이다. 1932년 조선신탁으로 설립하였고, 1946년 조선신탁은행이 되었다가 1950년 한국신탁은행으로 또다시 변경하였다. 1954년 한국상공은행과 합병하면서 상호를 다시 한국흥업은행으로 변경하였다. 한국상공은행은 1937년 설립된 조선무진을 모체로 하며 해방후 상호은행이 되었다가 1950년 조선상공은행을 거쳐 1954년 한국신탁은행과 합병하였다. 한국흥업은행은 1960년 4.19 혁명 이후 은행 민영화 시도로 대주주인 정부 소유주식을 삼성물산계에 불하하여 민영화되면서 처음으로 한일은행의 상호로 변경하였다. 그러나 1960~1961년의 혼란기에 부정축재 환수 조치에 따라 다시 정부로 환수되었고 1962년에 외국환 업무를 개시하였다. 1981년 정부 주식을 모두 공개함으로써 6월 민영화 은행으로 새출발하였다. 1984년 한일리스를 설립하고 1985년 한일증권을 인수하였다. 1997년 외환 위기를 맞아 한국상업은행을 존속 법인으로 하는 대등합병을 실시함으로써 1999년에 한빛은행으로 탈바꿈하였으며, 2002년에 사명을 우리은행으로 변경하여 현재에 이르고 있다. 단, 비씨카드의 회원사 자격은 한국상업은행 대신 한일은행 쪽을 따른다. 옛 소공동 본점 건물은 롯데쇼핑이 인수하여 현재 롯데백화점 애비뉴엘로 이용 중이다.

## 역대 행장
- 윤호병 (1954~1957)
- 이덕용 (1957~1960)
- 서재식 (1960~1961)
- 김세련 (1961~1962)
- 김시종 (1962~1964)
- 김진흥 (1964~1966)
- 전신용 (1966~1968)
- 하진수 (1968~1973)
- 한홍수 (1973~1974)
- 윤승두 (1974~1976)
- 김정호 (1976~1979)
- 정재철 (1979~1980)
- 안영모 (1980~1983)
- 이석주 (1983~1985)
- 최용호 (1985)
- 설홍렬 (1985~1986)
- 박명규 (1986~1990)
- 이병선 (1990)
- 윤순정 (1990~1994)
- 이관우 (1994~1998)
- 직무대행 신동혁 (1998~1999)

## 같이 보기
- 우리은행
- 한일은행 축구단